# Michael Baidoo
Michael Baidoo (Accra, 14 maggio 1999) è un calciatore ghanese, centrocampista del Plymouth.

## Carriera

### Club
Cresciuto nelle giovanili del Vision, nel 2018 è entrato a far parte di quelle dei danesi del Midtjylland. L'11 marzo 2018 ha esordito in Superligaen, subentrando a Gustav Wikheim nel pareggio per 1-1 maturato sul campo del Nordsjælland.
Il 31 agosto 2018 è stato ceduto al Fredericia con la formula del prestito. Il 23 settembre ha giocato pertanto la prima partita in 1. Division, subentrando a Dennis Høegh nel 2-1 inflitto al Lyngby.
Il 29 luglio 2019, Baidoo è passato ai norvegesi del Jerv, in prestito fino al termine della stagione in corso: il trasferimento sarebbe stato ratificato il successivo 1º agosto, alla riapertura del calciomercato locale. Ha giocato la prima partita in 1. divisjon il 4 agosto, schierato titolare nella sconfitta per 3-1 subita sul campo dello Strømmen.
Il 20 gennaio 2020, il prestito di Baidoo allo Jerv è stato prolungato per un'ulteriore stagione.
Il 16 dicembre 2020 è stato riscattato a titolo definitivo dal Jerv: Baidoo ha firmato un contratto biennale con il nuovo club.
Il 12 maggio 2021 si è trasferito al Sandnes Ulf, a cui si è legato per i successivi tre anni e mezzo.
Il 13 gennaio 2022 è stato ufficializzato il suo passaggio agli svedesi dell'Elfsborg, con cui ha firmato un contratto fino al 31 dicembre 2025. Dopo una prima annata da 8 reti e 2 assist in 21 presenze, nell'Allsvenskan 2023 ha contribuito al secondo posto dei gialloneri con 5 gol e 7 assist in 28 partite. Nell'Allsvenskan 2024 è stato il miglior marcatore stagionale della squadra, con 10 reti in 27 incontri. Allo stesso tempo, grazie al piazzamento nel campionato precedente, l'Elfsborg ha partecipato anche alla UEFA Europa League 2024-2025, competizione in cui il centrocampista ghanese ha totalizzato 5 gol e 3 assist in 14 presenze tra qualificazioni e fase a gironi.
A partire dal gennaio 2025 è diventato un giocatore del Plymouth, formazione impegnata nella Football League Championship inglese, in un trasferimento i cui dettagli non sono stati rivelati ufficialmente, ma che ha rappresentato l'acquisto più costoso nella storia del club.

### Nazionale
Baidoo ha partecipato con il Ghana under 20 alla Coppa delle Nazioni Africane 2019, manifestazione in cui ha disputato 2 partite.
Nel 2024 ha esordito nella nazionale maggiore ghanese.

## Statistiche

### Presenze e reti nei club
Statistiche aggiornate al 6 ottobre 2024.
| Stagione           | Squadra            | Campionato         | Campionato | Campionato | Coppe nazionali | Coppe nazionali | Coppe nazionali | Coppe continentali | Coppe continentali | Coppe continentali | Altre coppe | Altre coppe | Altre coppe | Totale | Totale | Totale |
| Stagione           | Squadra            | Comp               | Pres       | Reti       | Comp            | Pres            | Reti            | Comp               | Pres               | Reti               | Comp        | Pres        | Reti        | Pres   | Reti   |        |
| ------------------ | ------------------ | ------------------ | ---------- | ---------- | --------------- | --------------- | --------------- | ------------------ | ------------------ | ------------------ | ----------- | ----------- | ----------- | ------ | ------ | ------ |
| 2017-2018          | Midtjylland        | SL                 | 1          | 0          | CD              | 1               | 0               | UEL                | -                  | -                  | -           | -           | -           | 2      | 0      |        |
| lug.-ago. 2018     | Midtjylland        | SL                 | 0          | 0          | CD              | 0               | 0               | UEL                | 1                  | 0                  | -           | -           | -           | 1      | 0      |        |
| Totale Midtjylland | Totale Midtjylland | Totale Midtjylland | 1          | 0          |                 | 1               | 0               |                    | 1                  | 0                  |             | -           | -           | 3      | 0      |        |
| ago. 2018-2019     | Fredericia         | 1D                 | 16         | 0          | CD              | 2               | 0               | -                  | -                  | -                  | -           | -           | -           | 18     | 0      |        |
| ago.-dic. 2019     | Jerv               | 1D                 | 13         | 2          | CN              | -               | -               | -                  | -                  | -                  | -           | -           | -           | 13     | 2      |        |
| 2020               | Jerv               | 1D                 | 27         | 4          | -               | -               | -               | -                  | -                  | -                  | -           | -           | -           | 27     | 4      |        |
| Totale Jerv        | Totale Jerv        | Totale Jerv        | 40         | 6          |                 | 0               | 0               |                    | -                  | -                  |             | -           | -           | 40     | 6      |        |
| 2021               | Sandnes Ulf        | 1D                 | 29         | 4          | CN              | 3               | 1               | -                  | -                  | -                  | -           | -           | -           | 32     | 5      |        |
| 2022               | Elfsborg           | A                  | 21         | 8          | CS              | 3               | 0               | -                  | -                  | -                  | -           | -           | -           | 24     | 8      |        |
| 2023               | Elfsborg           | A                  | 28         | 5          | CS              | 1               | 0               | UECL               | 1                  | 1                  | -           | -           | -           | 30     | 6      |        |
| 2024               | Elfsborg           | A                  | 27         | 10         | CS              | 4               | 0               | UEL                | 14                 | 5                  | -           | -           | -           | 45     | 15     |        |
| Totale Elfsborg    | Totale Elfsborg    | Totale Elfsborg    | 76         | 23         |                 | 8               | 0               |                    | 15                 | 6                  |             | -           | -           | 99     | 29     |        |
| gen.-giu. 2025     | Plymouth           | FLC                | 5          | 0          | FACup+CdL       | 0+0             | 0+0             | -                  | -                  | -                  | -           | -           | -           | 5      | 0      |        |
| Totale carriera    | Totale carriera    | Totale carriera    | 167        | 33         |                 | 14              | 1               |                    | 16                 | 6                  |             | -           | -           | 197    | 40     |        |